# Даніель Вайнреб
Деніел Вайнреб, народжений 6 січня 1959 року в Брукліні та помер 7 вересня 2012 року, був американським вченим-комп'ютерником. Він був програмістом у Лабораторії штучного інтелекту Массачусетського технологічного інституту з 1975 по 1979 рік. Він є автором текстового редактора EINE, портованого на машину Lisp Массачусетського технологічного інституту.

## Життєпис
Він виріс у Нью-Йорку (США), потім у віці 16 років переїхав до Бостона, щоб навчатися в Массачусетському технологічному інституті (MIT).
Він також працював у Національній лабораторії імені Лоуренса Лівермора, а в 1980 році став співзасновником компанії Symbolics. Ця історія знаменує кінець спільноти хакерів Lisp, а подальше суперництво стало основоположним актом руху вільного програмного забезпечення, ініційованого Річардом Столманом з проектом GNU. Він також заснував Object Design, об'єктно-орієнтованого видавця баз даних, придбаного Progress Software.
Деніел Вайнреб помер 7 вересня 2012 року від раку.